# Place Roger-Madec
La place Roger-Madec est une voie située dans le quartier du Combat du 19e arrondissement de Paris.

## Situation et accès
La place est accessible par la ligne de métro 5 à la station Laumière.

## Origine du nom
Elle porte le nom de l'homme politique Roger Madec (1950-2024), qui fut maire du 19e arrondissement de Paris de 1995 à 2013.

## Historique

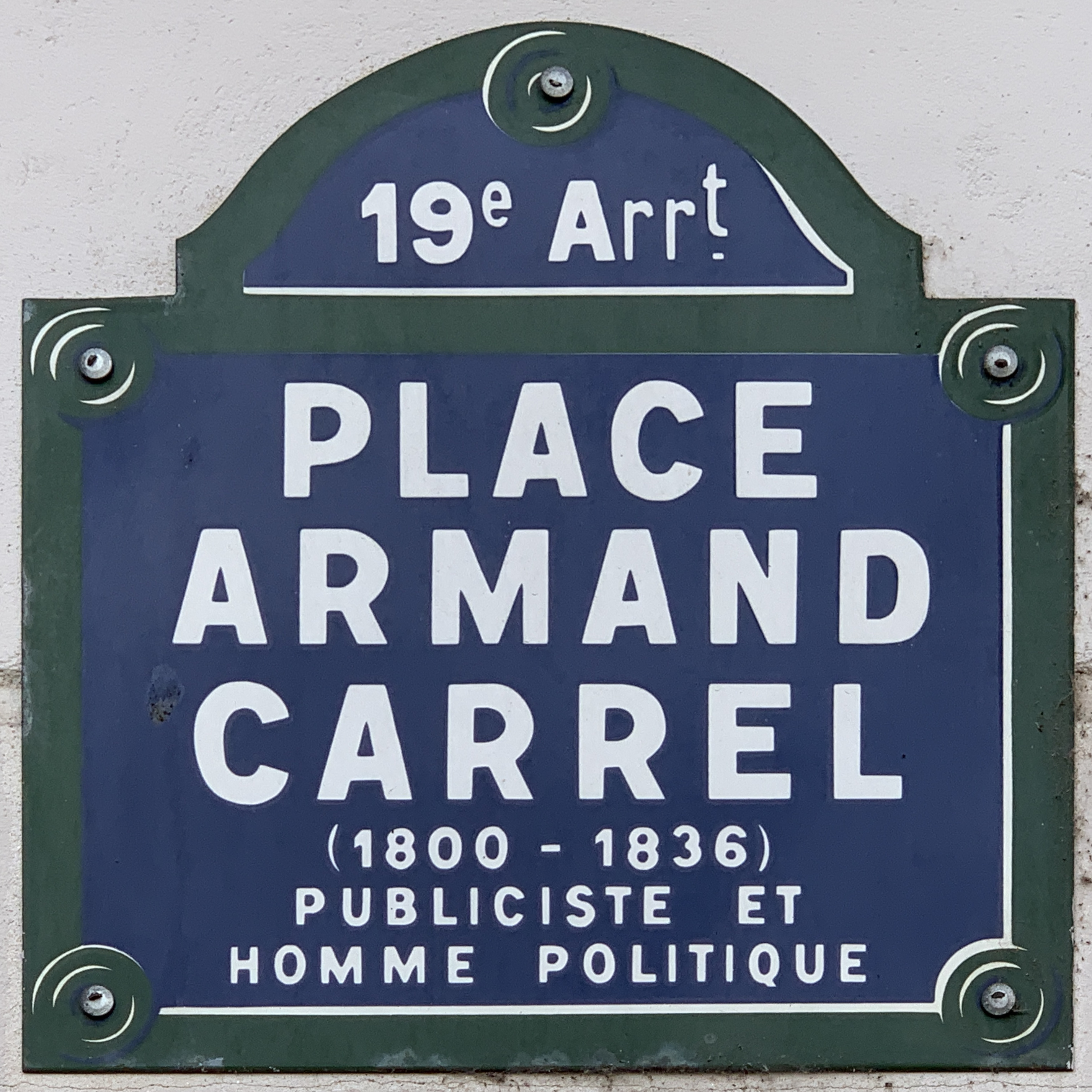
Ancienne plaque de rue de la place.

Cette place est ouverte vers 1878 et prend la dénomination « place Armand-Carrel » par un arrêté du 16 août 1879, pour honorer Armand Carrel (1800-1836), un journaliste, historien et essayiste français, qui reste honoré par la rue Armand-Carrel qui a conservé son nom contrairement à cette place.
Un monument en hommage au pédagogue Jean Macé, réalisé par André Massoulle, est inauguré le 13 juillet 1900 sur la place Armand-Carrel. Les éléments de bronze ont été fondus sous l'Occupation. Le piédestal du monument est resté en place pendant un certain temps, puis a été remplacé en 1956 par une borne de granit comportant un médaillon de bronze réalisé par Albert David.
La stèle est retirée en mai 2024 afin de permettre la végétalisation de la place, mais doit être réinstallée après rénovation.
Le 6 juin 2025, la place prend le nom de « place Roger Madec ».

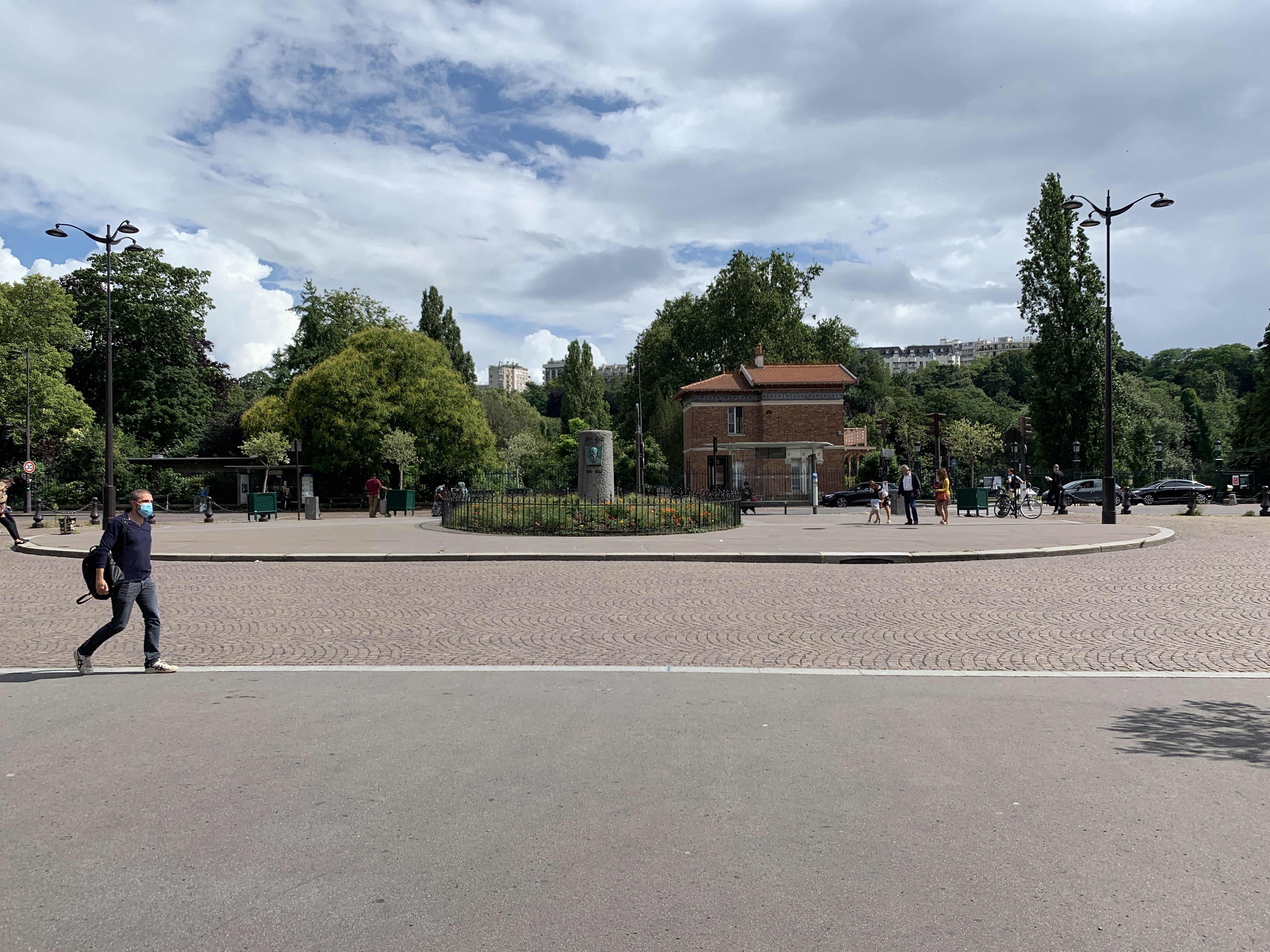
Le centre de la place et le monument.

## Bâtiments remarquables et lieux de mémoire
- La mairie du 19e arrondissement.
- L'entrée principale du parc des Buttes-Chaumont.